# Rhode-Saint-Pierre
Pour les articles homonymes, voir Rode et Rhode.
Rhode-Saint-Pierre (Sint-Pieters-Rode en néerlandais) est une section de la commune belge de Holsbeek située en Région flamande dans la province du Brabant flamand. C'était une commune à part entière avant la fusion des communes de 1977.

## Évolution démographique
- Sources : INS, Rem. : 1831 jusqu'en 1970 = recensements, 1976 = nombre d'habitants au 31 décembre.

## Histoire de la paroisse de Rhode-Saint-Pierre
On trouve aussi les formes Sint-Peeters-Rhode et Rodium Petri.
En 1151, Godefroid III, duc de Brabant, céda à l'abbaye de Parc, du consentement de sa mère, la moitié de la dîme et du patronage de l'église de Rhode. En 1179, le pape Alexandre III ratifia la donation. L'autre moitié de la dîme et du patronage de cette église Saint-Pierre fut donné à l'abbaye par le noble Arnould de Rhode, ce qui fut confirmé par l'évêque de Liège, Hugues, en 1228. Le pape Grégoire IX l'approuva également, en 1233.
En 1730, il y avait deux chapelles notoires dans cette paroisse : celle de la Sainte Vierge op den Roelsberg où une Madone était invoquée contre les fièvres, et la chapelle castrale de Horst.

## Héraldique
d'argent à trois fleurs de lis au pied coupé de gueules.

## Galerie

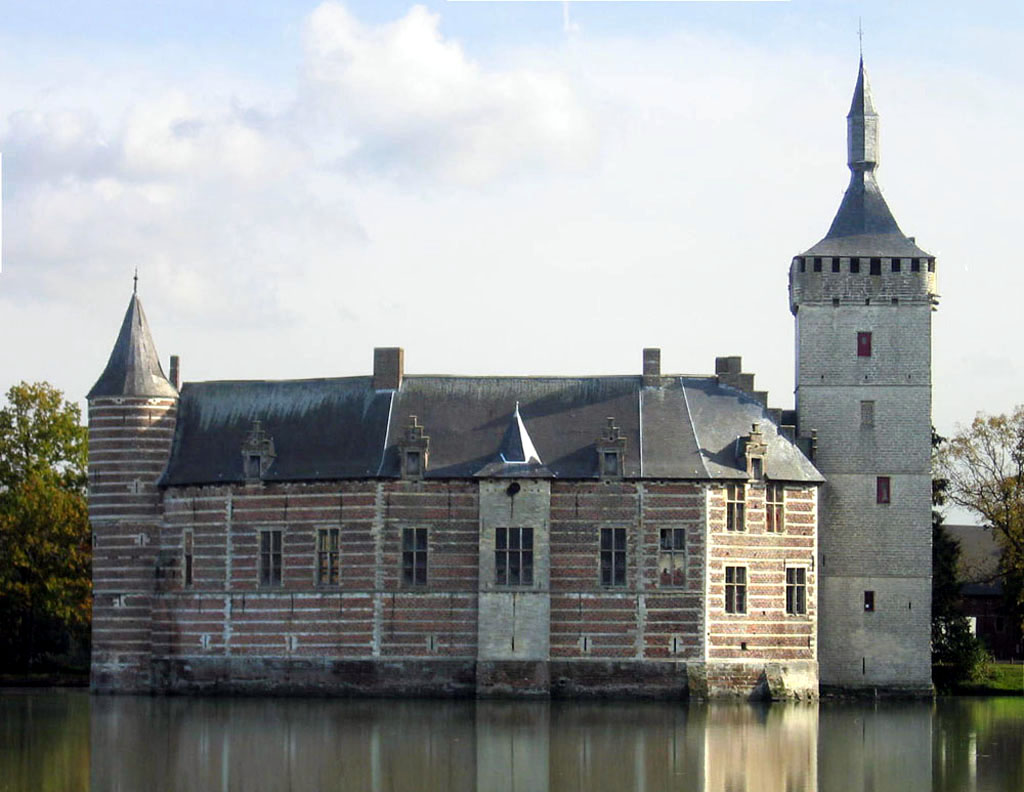
Le Château de Horst
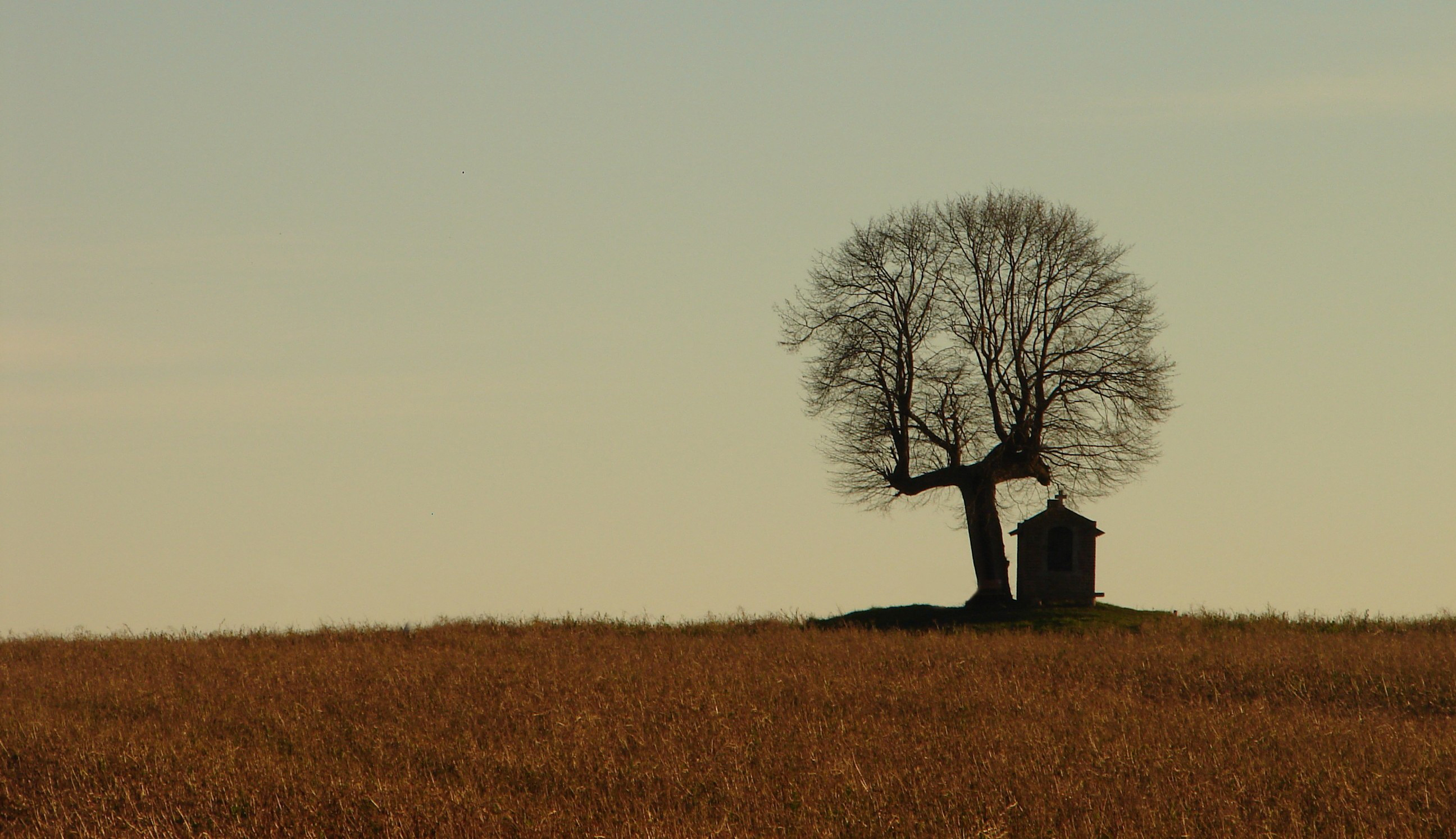
La chapelle Saint-Joseph
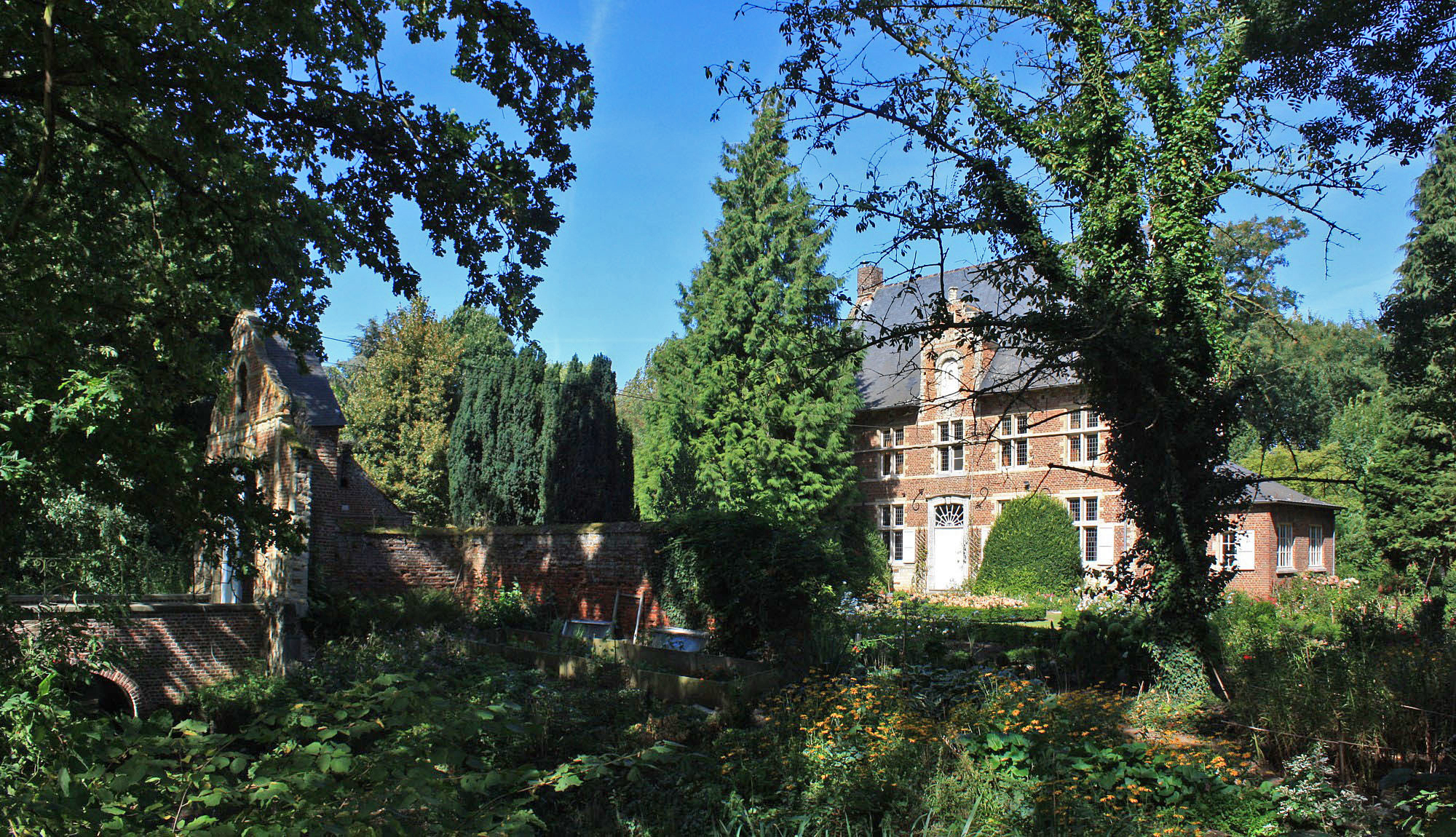
Le Presbytère
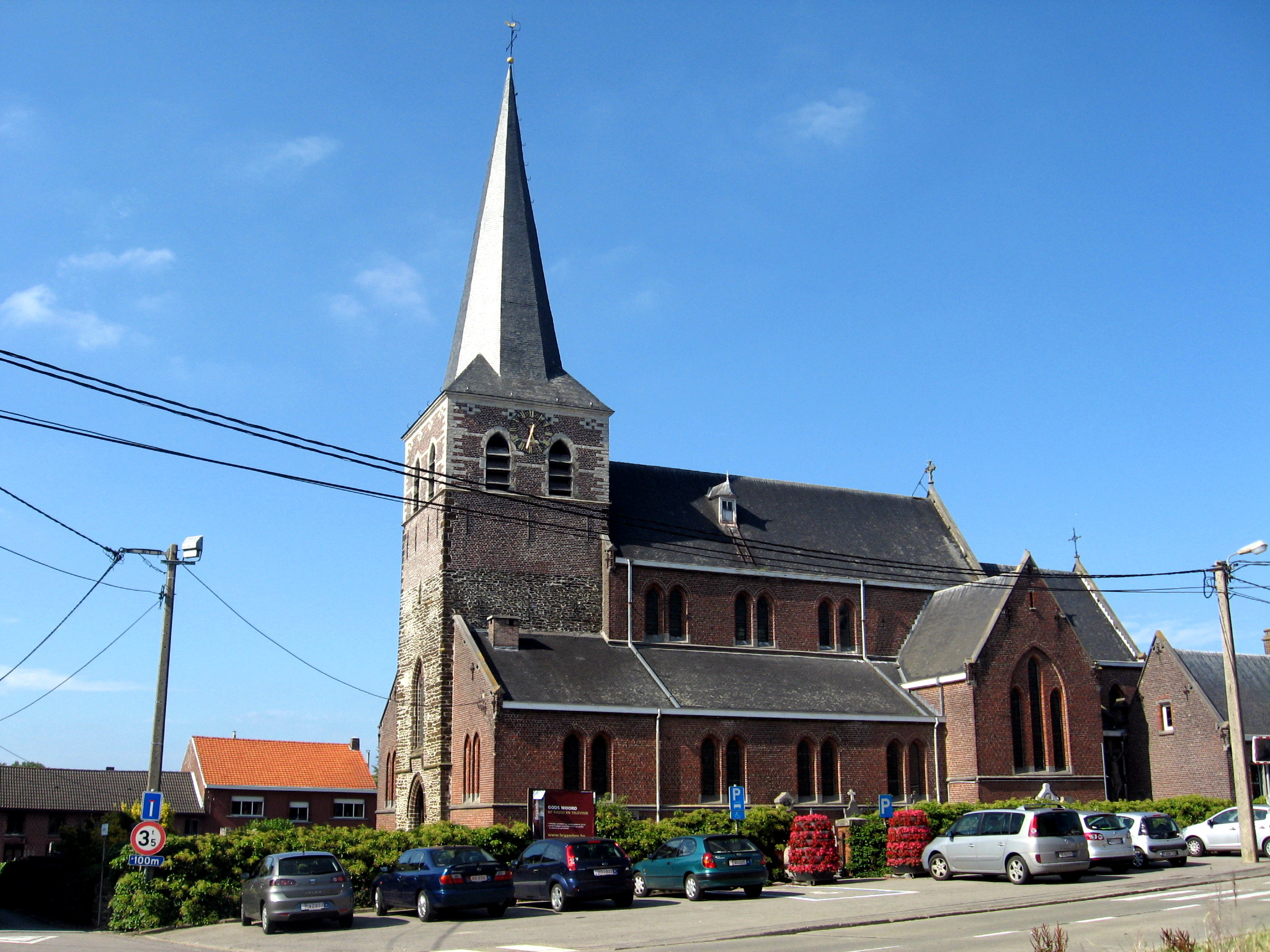
L'église Saint-Pierre

### Le château de Horst
- Le château de Rhode-Saint-Pierre, aussi appelé château de Horst, situé dans le Brabant flamand en Belgique (3220 Holsbeek).

« Le rôle historique qu'il joua, à travers les siècles, ajoute un titre de plus à l'intérêt qu'il représente. »

### Les premiers seigneurs de Rode et Horst et la famille (de/van) Lantwyck

Famille de Lantwyck

Dans son ouvrage, de LANTWIJCK Essai d'une généalogie de cette famille du XVe au XVIIIe siècle, le chanoine Jean Cassart écrit :
« Nous ne savons pourquoi les seigneurs de Rhode-Saint-Pierre reçurent ou prirent le surnom de Lantwyck et comment ce surnom devint le patronyme de leurs descendants. Nous supposons qu'il faut chercher son origine dans une seigneurie de ce nom que nous trouvons le 12 janvier 1485 en la possession de maître Jacques de Gondebault, secrétaire du duc de Brabant, avec celle de Linkhout; M. Frédéric Collon a bien voulu nous apprendre que Lantwyck se situait à Linkhout et constituait une seigneurie indépendante de celle du village. »